# Пригарино (Волгоградская область)
Пригарино — посёлок сельского типа в Палласовском районе Волгоградской области, в составе Ромашковского сельского поселения.
Население - 140 (2010)

## История
Первоначально известен как посёлок фермы № 2 совхоза «Ромашковский». Решением исполкома Волгоградского облсовета от 04 декабря 1964 года № 34/501 посёлок фермы № 2 совхоза «Ромашковский» в посёлок Родина. Однако впоследствии посёлок с данным наименованием не упоминается. В 1987 году в справочник административно-территориального деления области вместо посёлка фермы № 2 совхоза «Ромашковский» внесён посёлок Пригарино Ромашковского сельсовета

## Физико-географическая характеристика
Посёлок расположен в пределах Прикаспийской низменности, на левом берегу реки Яма, на высоте около 28 метров над уровнем моря. Почвы - каштановые. Ландшафт местности суббореальный континентальный, полупустынный, морской аккумулятивный. Для данного типа ландшафта характерны плоские, реже волнистые равнины, с редкими балками, озёрными и солончаковыми котловинами, с полынно-типчаково-ковыльными и полынно-типчаковыми степями с участками сельскохозяйственных земель.
По автомобильным дорогам расстояние до административного центра сельского поселения посёлка Ромашки составляет 6,5 км, до районного центра города Палласовка - 30 км, до областного центра города Волгоград - 310 км
Часовой пояс
Пригарино, как и вся Волгоградская область, находится в часовой зоне МСК (московское время). Смещение применяемого времени относительно UTC составляет +3:00.

## Население
Динамика численности населения по годам:
| 1987 | 2002 |
| ---- | ---- |
| ≈150 | 211  |

На 2023 год - 4 человека.
| 2010 |
| ---- |
| 140  |